# Die Gilde der Schwarzen Magier
Die Gilde der Schwarzen Magier (englischer Originaltitel: The Black Magician Trilogy) ist eine Fantasy-Trilogie von Trudi Canavan, die von Sonea, einem Mädchen aus der Unterschicht einer mittelalterlichen Großstadt, und ihrem Leben handelt. Die Buchreihe ist gegliedert in die Bücher Die Rebellin, Die Novizin und Die Meisterin.
Die Rebellin, das erste Buch der Trilogie, erschien 2001 unter dem Titel The Magicians' Guild (engl. Die Gilde der Magier). Die Übersetzung folgte im Jahr 2006 von Michaela Link, die auch die beiden folgenden Romane ins Deutsche übertrug. Die im Jahr 2002 erschienene Fortsetzung Die Novizin mit dem englischen Originaltitel The Novice wurde im Juli 2006 übersetzt. Unter dem Titel The High Lord (engl. Der Hohe Lord) erschien 2003 der dritte Teil der Trilogie, der im September 2006 unter dem Titel Die Meisterin als deutsche Fassung veröffentlicht wurde.

## Situation in Kyralia zur Zeit der Handlung
In Imardin, der Hauptstadt Kyralias, herrscht ein Dreiklassen-System: Die breite Unterschicht bilden Tagelöhner, Prostituierte, Straßenkinder und dergleichen, die in den sogenannten Hüttenvierteln vor den Toren der Stadt leben. Den Mittelbau bilden Handwerker, Händler sowie Bürger, und an der Spitze stehen die Magiergilde und die adlige Oberschicht, „die Häuser“. Eine weitere Fraktion stellen die sogenannten Diebe dar, die als Unterweltgrößen in den Armenvierteln über große Macht verfügen und ähnlich gut wie die Mitglieder der Häuser leben.
Die Gilde der Magier ist zwar überaus mächtig, hält sich aber im Allgemeinen aus dem politischen und gesellschaftlichen Leben der Küstenstadt Imardin heraus, wie es das Gesetz vorschreibt. Sie lebt abgeschottet in ihrem Stadtviertel; die Magier forschen, lehren und überwachen den Gebrauch von Magie. Denn diese darf nur von ausgebildeten Magiern der Gilde für bestimmte Zwecke eingesetzt werden. Um Magier zu werden, muss jedoch eine angeborene Begabung vorhanden sein.
Nichtmitglieder der Gilde dürfen in Imardin und den verbündeten Ländern keine Magie erlernen oder ausüben; die Strafe für eine Zuwiderhandlung ist der Tod. Allerdings geht es bei diesen Gesetzen nicht nur um Machterhalt, sondern auch um die öffentliche Sicherheit: Ein Magier ohne Ausbildung kann seine Magie nicht kontrollieren, sie wird immer wieder unkontrolliert freigesetzt, jedes Mal zerstörerischer als zuvor, bis sie den Magier mit einer riesigen Explosion tötet und die gesamte Umgebung zerstört.
Die Magier halten sich weitestgehend von der Bevölkerung fern, nur in einem Punkt werden sie vom König von Kyralia, dem sie unterstehen, regelmäßig eingesetzt: Sie „säubern“ die Hauptstadt Imardin alljährlich von den Angehörigen der Unterschicht. Zu diesem Zweck werden selbige zusammengetrieben und von einer Truppe Magier aus der Stadt gejagt. Die Geschichte von Sonea, der Rebellin, beginnt, als solch eine Säuberung unmittelbar bevorsteht.

## Handlung

### Die Rebellin
Sonea, der verfolgten Unterschicht angehörend, gerät auf Umwegen mit in diese Säuberung hinein und wird mit vielen anderen Menschen von Magiern auf dem Nordplatz eingekesselt. Diese wollen das angebliche Gesindel mit ein paar Knalleffekten aus der Stadt jagen. Die aufgebrachte Menge setzt sich zur Wehr, schleudert Steine, Farbbeutel und Juckpulver-Geschosse auf die Zauberer. Doch diese schützen sich mit einer magischen Wand vor den Angriffen.
Als Sonea schließlich aus der Gruppe ihrer Freunde heraus einen Stein auf die Magier schmettert, prallt dieser nicht am magischen Schutzschild ab, sondern durchdringt ihn, trifft einen Magier und lässt ihn bewusstlos zurück. Nach einer allgemeinen Schrecksekunde wenden sich die Magier an Lord Rothen, dem sofort klar ist, wer der Täter ist und auf Sonea zeigt; neben ihr steht jedoch ein Junge, den die Magier für den Täter halten. 19 Magier attackieren ihn daraufhin mit je einem sogenannten „Betäubungsschlag“, um ihn an der Flucht zu hindern. Dabei verbinden sich einige der Schläge zu einem „Feuerschlag“, der den Jungen schließlich tötet. Sonea glaubt daraufhin, dass die Magier sie töten wollen und wird bewusstlos. Ihre Freunde tragen sie daraufhin aus der Stadt und verstecken sie.
Schon bald machen sich die Magier auf die Suche nach ihr und setzen eine Belohnung auf sie aus. Sonea misstraut den Magiern zutiefst, da sie ja glaubt, dass die Magier sie töten wollen. Die Magier haben jedoch nichts dergleichen vor, sondern wollen sie einfach nur lehren, ihre magischen Kräfte zu kontrollieren, und sie, auf eine „Bitte“ des Königs hin, in die Gilde aufnehmen. Denn das Gesetz von Kyralia besagt, dass ein jeder Magier lernen muss, seine Kräfte zu kontrollieren.
Sonea läuft vor den Magiern davon und ihr Freund Cery hilft ihr, sich zu verstecken, indem er Gefälligkeiten bei manchen Leuten einfordert. Irgendwann kann Cery Sonea nicht mehr verstecken und die beiden wenden sich an die Diebe. Sonea soll ihre magischen Kräfte für die Diebe einsetzen und Cery muss für die Diebe arbeiten, damit diese Sonea verstecken.
Aber auch nicht jeder in der Magiergilde hat nur das Beste für Sonea im Sinn. Während vor allem die zwei Magier Dannyl und Rothen alles daran setzen, dem jungen Mädchen zu helfen, sind andere von der Idee weniger begeistert. Denn für gewöhnlich ist die Magie nur den wohlhabenden Bevölkerungsschichten vorbehalten, auch wenn dies in keinem Gesetz steht, und Sonea ist nur ein Straßenkind. Ein Wettlauf mit der Zeit beginnt, bevor Soneas Kräfte außer Kontrolle geraten und sie sie selbst vernichten. Nach einer langwierigen Suche und Verfolgungsjagd können die Magier Sonea umzingeln, aber Soneas Kräfte sind bereits außer Kontrolle und zerstören alles in ihrer Umgebung. Mithilfe von Lord Rothen, der als einziger in der Lage ist, Sonea als die zu identifizieren, die Lord Fergun den Stein an den Kopf geworfen hat, schafft Sonea es, ihre Kräfte unter Kontrolle zu bringen und bricht vor Erschöpfung zusammen.
Als Sonea am nächsten Tag aufwacht, befindet sie sich im Quartier von Rothen. In den nächsten Tagen lernt Sonea, wie sie ihre Kräfte kontrollieren kann und macht eine Gilde-Besichtigung mit Lord Rothen und Lord Dannyl, einem ehemaligen Novizen von Rothen. Kurz darauf wird sie heimlich von einem Magier namens Lord Fergun besucht, welcher der Magier ist, den sie zu Beginn der Geschichte mit dem Stein bewarf. Dies erkennt Sonea zunächst aber nicht. Lord Fergun erzählt Sonea, dass sie bewusst von Lord Rothen getäuscht wird und er ihr Informationen vorenthält. Er beeinflusst sie, indem er ihr erzählt, dass sie, falls sie die Gilde verlässt, eine schmerzhafte Prozedur über sich ergehen lassen muss, wobei ihre Magie blockiert wird. Dies hatte ihr Lord Rothen bisher verschwiegen. Er bietet ihr an, sollte sie ihn bei seinem Vorhaben, ihr Mentor zu werden, unterstützen, dass sie die Gilde verlassen und dabei ihre magischen Kräfte behalten kann. Sonea bittet daraufhin um etwas Bedenkzeit.
Eines Tages schleicht sich ihr Freund Cery in die Gilde ein und wird erwischt. Statt dass die Magier ihn bestrafen, erlauben sie ihm, Sonea zu besuchen. Als er wieder gehen möchte, bietet Lord Fergun an, ihn zum Ausgang zu begleiten. Stattdessen sperrt Fergun Cery in ein Verlies unter der Universität der Gilde ein. Als Sonea sich nach einiger Zeit immer noch nicht entschieden hat, ob sie Ferguns Plan unterstützen möchte, zeigt dieser sein wahres Gesicht und erpresst sie mit Cerys Gefangennahme. Wenn sie bei ihrer Anhörung, wer ihr Mentor wird, nicht erkläre, dass Fergun sie noch angesehen habe, bevor er zu Boden ging, womit er ihre magische Kraft zuerst wahrgenommen habe, werde Fergun Cery töten.
Ein Mentor ist eine Autoritätsperson für den jeweiligen Novizen der Gilde und eine Person, die den jeweiligen Novizen auf dessen Weg des Novizendaseins begleitet. Nur wenige der Novizen, die in der Gilde aufgenommen werden, bekommen einen Mentor. Ein durchschnittlicher Novize (Schüler) der Gilde braucht fünf Ausbildungsjahre, um in den Rang eines Magiers aufzusteigen und somit den Titel Lord oder Lady zu erhalten. Insgesamt gibt es drei große Bereiche, die man nach der Ausbildung erlernen kann: die Kriegskunst, die Alchemie und die Heilkunst.
In Wahrheit will Lord Fergun ihr Mentor werden, um sie zur Flucht zu zwingen und somit der Gilde zu zeigen, dass man nur adlige Jugendliche in die Gilde aufnehmen kann. Bei der Anhörung Soneas in der Gilde erklärt sie, dass Lord Fergun bei dem Zwischenfall, bei dem sie ihn mit dem Stein am Kopf getroffen hat, vor Lord Rothen, der ebenfalls ihr Mentor werden will, ihr magisches Potenzial entdeckte. Sie selbst, Lord Fergun und Lord Rothen wissen, dass dies eine Lüge ist.
Währenddessen begibt sich Lord Dannyl in die unterirdischen Tunnel unter der Gilde. Er hat Lord Fergun vor wenigen Tagen beobachtet, wie dieser mit einem Tablett voll Essen in die Tunnel verschwand. Ein weiterer Grund seines Vorgehens liegt in einem Brief der Diebe, die Cery bereits vermissen. Auf der Suche nach diesem Verbotenem wird er von dem Hohen Lord Akkarin entdeckt, welcher ihn wieder aus den unterirdischen Tunneln schickt. Der Hohe Lord schließlich findet Cery und bringt ihn zur Anhörung. Als Sonea Cery erblickt, erklärt sie, dass Lord Fergun sie erpresst und Cery gefangen gehalten hat. Der Administrator der Gilde, Lord Lorlen, überprüft dies durch eine Gedankenlesung bei Sonea. Dabei sieht er außerdem, dass Sonea den Hohen Lord, den Vorsteher der Gilde, dabei beobachtet hat, wie dieser die verbotene schwarze Magie benutzte. Der Administrator bittet Sonea, niemandem davon etwas zu erzählen, außer ihrem neuen Mentor Lord Rothen, da sonst der ganzen Gilde Gefahr drohen würde. Rothen vermutet, dass Lord Fergun eine Aufgabe bekommen wird, die ihn für mehrere Jahre an einen entlegenen Ort bringen wird, und Sonea beschließt, sich an Lorlens Anweisung zu halten und der Gilde beizutreten, da sie dort, seiner Meinung nach, sicherer als in den Hüttenvierteln sei und da sie einmal Heilerin werden möchte, um in den Hüttenvierteln ein Hospital zu errichten.

### Die Novizin
Für Sonea beginnt nun die Ausbildung zum Magier. Dass es nicht einfach werden würde, war ihr – wie auch ihrem Mentor Lord Rothen – bewusst, doch ihre Mitschüler schikanieren sie stärker als erwartet, da sie Sonea als ehemaliges Straßenkind ablehnen. Sonea beschließt, so viel zu lernen, dass sie in das nächste Semester wechseln kann. Dies gelingt ihr zwar, allerdings folgt ihr der Schlimmste ihrer Mitschüler, Regin, in die neue Klasse, sodass sie weiterhin seinen Schikanen ausgesetzt ist, auch wenn sich ihre neuen Klassenkameraden nicht an seinen Aktionen beteiligen.
Der zweite Handlungsstrang beschreibt Lord Dannyls Aufgaben als neuernannter zweiter Botschafter der Gilde und seine Reisen durch die verbündeten Länder, dieses in Begleitung des Gelehrten Tayend von Tremmelin, einem ungewöhnlich hübschen jungen Mann, zwischen den beiden beginnen romantische Gefühle aufzukeimen. Während Dannyl offiziell in Diplomatenmission unterwegs ist, versucht er, auf Bitte von Administrator Lorlen, mehr über die Geheimnisse des Oberhaupts der Gilde, Akkarin zu erfahren. Dieser hat in seiner Jugendzeit die Länder bereist, und Lorlen vermutet, dass er hierbei schwarze Magie erlernt hat, teilt Dannyl jedoch nichts mit, das Argwohn erregen könnte.
Als Akkarin bemerkt, dass Rothen, Sonea und der Administrator von seinem Geheimnis wissen, übernimmt er, um sie damit zu erpressen, selbst die Aufsicht über Sonea. Dies bringt ihr noch mehr Probleme mit den anderen Mitschülern ein, da sie nun der Schützling des Hohen Lords ist (dessen Schützling zu sein eine große Ehre darstellt, die nur sehr selten einem Schüler zuteilwird). Zudem ist Sonea nun verpflichtet, in Akkarins Residenz zu leben, nachdem sie bereits wegen Gerüchten über eine Affäre Rothens Residenz gegen das Novizenquartier eintauschen musste.
Die Übergriffe der Mitschüler werden danach immer brutaler, scheinbar mit der Billigung des Hohen Lords, der dies als einzigen Weg für Sonea erachtet, ihr Potenzial auszuschöpfen. Durch Rothens Sohn, den Heiler Dorrien, der sich bei seinem Besuch in sie verliebt hat, findet sie dann den Mut, Regin herauszufordern, um im magischen Duell gegen ihren Peiniger anzutreten. Sonea zögert, Dorriens Gefühle zu erwidern, und fordert Regin in aller Öffentlichkeit heraus, so dass ein Ablehnen für ihn unmöglich ist. Bei ihrer Vorbereitung wird sie von dem Kriegsmagier Lord Yikmo unterstützt.
In einem formellen Duell gewinnt Sonea die Herausforderung vor den Augen der gesamten Gilde (auch Dannyl, der kurz vor Beginn des Kampfes nach Imardin zurückkehrte) gegen Regin und kann sich so bei der gesamten Gilde als würdig beweisen, woraufhin die Schikanen der Mitschüler aufhören, da Regin als Hauptverantwortlicher keine weitere demütigende Niederlage riskieren will. Sonea kann die Gunst der Gildenmitglieder insbesondere dadurch gewinnen, dass sie sich im Kampf nicht auf ihre größere magische Macht verlässt, sondern beweist, dass sie strategisch denkt und geschickter im Umgang mit Magie ist.
Im Epilog bemerkt Sonea, wie der hohe Lord einen sachakanischen Assassinen mithilfe von schwarzer Magie tötet. Er erklärt ihr, dass immer wieder Assassinen in die Stadt kommen, um ihn zu ermorden. Diese sind außerdem angeblich verantwortlich für die seltsamen Mordserien, welche die Stadt heimgesucht haben.

### Die Meisterin
Im dritten und letzten Teil der Trilogie Die Gilde der Schwarzen Magier hat sich das ehemalige Hüttenviertelkind Sonea den Respekt ihrer Mitschüler erkämpft. Als Novizin des hohen Lords ist sie allerdings dazu gezwungen, ein Doppelleben zu führen, da sie darum weiß, dass Akkarin schwarze Magie ausübt, dies jedoch ein Geheimnis bleiben muss. Nach einiger Zeit teilt ihr schließlich Akkarin die Gründe für sein Handeln mit: Im Nachbarland Sachaka lebten schwarze Magier, die Imardin überfallen wollen, aber erst einen Beweis dafür brauchen, dass die Gilde schwarze Magie verboten habe. Dies ist für jene Schwarzmagier deshalb interessant, weil die Gilde ohne den Einsatz schwarzer Magie keine mächtigen Magier hervorbringen kann. Zu diesem Zweck, würden sie regelmäßig Spione nach Imardin entsenden, die Akkarin mit schwarzer Magie töten müsse, um das Land vor einer Invasion zu schützen.
Sonea verlangt daraufhin von ihm, in der Kunst der schwarzen Magie unterrichtet zu werden, um Kyralia vor der Bedrohung aus dem Nachbarland Sachaka schützen zu können, sollte Akkarin sterben. Aber wie erwartet findet die Gilde heraus, dass Akkarin schwarze Magie benutzt und verbannt ihn nach Sachaka. Sonea besteht darauf, ihn zu begleiten. In Sachaka werden die beiden von zwei Ichani verfolgt, die von ihrem Anführer Kariko geschickt wurden, sie zu töten. Sie suchen in den Bergen Schutz, aber die Ichani bleiben hinter ihnen.
Im zweiten Handlungsstrang streift Gilde-Botschafter Dannyl durch das verbündete Elyne und kundschaftet eine Gruppe wilder Magier im Auftrag des Hohen Lords aus. Dieser will, dass Dannyl ihr Vertrauen gewinnt, und deutet an, dass Dannyl die wilden Magier glauben machen soll, dass sie ihn erpressen könnten. Dannyl versteht das so, dass er der Gruppe gegenüber andeuten soll, das er und sein Gefährte ein Paar seien. Dies wird dadurch glaubwürdig, dass ihm in seiner Novizenzeit Homosexualität vorgeworfen wurde, was in Kyralia ein mittelschweres Verbrechen darstellt und sein elynischer Gefährte als „Knabe“ (höfliche Bezeichnung für Homosexuelle in Elyne) bekannt ist (auch wenn die Leute glauben, dass Dannyl nichts davon wisse und die Sache recht lustig finden). Letzten Endes gelingt es ihm dann, das Vertrauen der Gruppe zu gewinnen und sie festzunehmen.
Cery hat ganz handfeste Probleme. Mittlerweile ist Soneas alter Freund aus Hüttenvierteltagen zu einer Unterweltgröße Imardins aufgestiegen, und seine dringendste Aufgabe besteht darin, der mysteriösen Mordserie ein Ende zu machen. Niemand weiß, wer die Täter sind und worin ihre Motive bestehen, doch ein Schuldiger muss gefunden werden. Um die achtbaren Angehörigen der Halb- und Unterwelt von jeglichem Verdacht zu befreien, soll er die Killer aufspüren und unschädlich machen. Als er bei seinen Ermittlungen auf Savara stößt, weiß er nicht, ob ihm die Fremde mehr Hilfe oder mehr Hindernis ist. Genau wie er jagt sie die Serienmörder, aber irgendetwas stimmt nicht mit ihr.
Am Ende des Buches greifen dann tatsächlich acht schwarze Magier Kyralia an. Sonea und Akkarin, die mit Dorriens Hilfe nach Imardin zurückgekehrt sind, treffen auf Cery, welcher der Dieb war, der für den Hohen Lord gearbeitet hatte. Er erkennt, dass die beiden sich ineinander verliebt haben und nun ein Paar sind. Es gelingt ihnen, die Angreifer, die Ichani genannt werden, der Reihe nach zu töten. Während des Verteidigungskampfes allerdings fallen der Administrator der Gilde Lorlen und Soneas Lehrer Yikmo. Schließlich kommt es auf dem Gelände der Gilde zu einem Kampf zwischen Kariko, dem Anführer der Sachakaner, und seinen zwei verbliebenen Begleitern gegen Sonea und Akkarin. Akkarin wird im Verlauf des Kampfes schwer verwundet, woraufhin er Sonea seine verbliebene magische Kraft gibt, die mit dieser dann auch die Ichani tötet. Nach dem Kampf stellt sie fest, dass Akkarin keine Kraft für sich aufgehoben hat, sondern ihr restlos alles gab, was er noch hatte, was, wie er wusste, seinen Tod zur Folge haben würde. Da sich die beiden im Verlauf des dritten Bandes ineinander verliebt hatten, ist dies für sie ein schwerer Schlag. Die Magier beschließen, Sonea wieder in die Gilde aufzunehmen. Sie darf die Gilde aber nur mit Eskorte verlassen. Soneas Wunsch, den Armen der Stadt eine kostenfreie medizinische Versorgung zu verschaffen, wird erfüllt. Sie selbst ist schwanger von Akkarin und bittet ihre Tante, bis zur Geburt bei ihr zu bleiben.

## Fortsetzung
Unter dem Titel The Magician’s Apprentice (in Deutschland: Magie) wurde 2009 von Canavan ein Prequel zu den Ereignissen der Trilogie veröffentlicht. Sie handelt einige Hundert Jahre vor den Geschehnissen um Sonea.
Eine weitere Trilogie unter dem Namen The Traitor Spy Trilogy setzt die Geschichte von Kyralia fort. Der erste Band mit dem Titel Sonea: Die Hüterin ist im Mai 2010 erschienen. Der zweite Fortsetzungsroman Sonea: Die Heilerin erschien im Mai 2011. Der dritte Band Sonea: Die Königin erschien im November 2012 in Deutschland.

## Auszeichnungen
- Die Novizin wurde für den „Aurealis Award für den besten Fantasy-Roman“ nominiert.
- Das dritte Buch, Die Meisterin, wurde 2003 für „the Best Novel Ditmar category“ nominiert.